# نووتایماسوو
نووتایماسوو (انگلیسی: Novotaymasovo) یک شهرک در شهرستان کویورگازینسکی جمهوری باشقیرستان در کشور روسیه است.